# Ruega por ella
Prie pour elle
L'eau-forte Ruega por ella (en français Prie pour elle) est une gravure de la série Los caprichos du peintre espagnol Francisco de Goya. Elle porte le numéro 31 dans la série des 80 gravures. Elle a été publiée en 1799.

## Interprétations de la gravure
Il existe divers manuscrits contemporains qui expliquent les planches des Caprichos. Celui qui se trouve au Musée du Prado est considéré comme un autographe de Goya, mais semble plutôt chercher à dissimuler et à trouver un sens moralisateur qui masque le sens plus risqué pour l'auteur. Deux autres, celui qui appartient à Ayala et celui qui se trouve à la Bibliothèque nationale, soulignent la signification plus décapante des planches.
- Explication de cette gravure dans le manuscrit du Musée du Prado :
Y hace muy bien para que Dios la dé fortuna y la libre del mal y de cirujanos y alguaciles y llegue a ser tan diestra, tan despejada y tan para todos como su madre, que en gloria esté.
(Et elle fait tout pour que Dieu lui donne fortune et la libère du mal et des chirurgiens et gendarmes et qu'elle arrive à être si dégourdie et ouverte à tous comme sa mère, qu'elle en soit glorifiée)[2].

- Manuscrit de Ayala :
Una madre, que llega a ser alcagüeta de su hija, ruega a Dios que la dé fortuna y la libre de todo mal de cirujanos y alguaciles.
(Une mère qui arrive à être maquerelle, prie Dieu pour qu'il lui donne la fortune et la libère de tout mal des chirurgiens et des gendarmes)[2].

- Manuscrit de la Bibliothèque nationale :
Mientras se aderezan y visten las putas, rezan las alcahuetas para que Dios las de mucha fortuna, y las enseñan ciertas lecciones.
(Pendant que les putes se parent et s'habillent, les maquerelles prient pour que Dieu leur donne une grande fortune et leur apprenne certaines leçons)[2].

## Technique de la gravure
L'estampe mesure 205 × 150 mm sur une feuille de papier de 306 × 201 mm. Goya a utilisé l'eau-forte, l'aquatinte, la pointe sèche et le burin.
Le second dessin préparatoire est à la sanguine. Dans le coin inférieur gauche est écrit à la plume un 13. Dans le coin inférieur gauche du support est écrit au crayon « 39 ». Le second dessin préparatoire, qui provient de l'Album B, mesure 191 × 137 mm.

## Catalogue
- Numéro de catalogue G02119 au Musée du Prado.
- Numéro de catalogue du second dessin préparatoire D03933 au Musée du Prado.